# Move to Miami
Move to Miami è un singolo del cantante spagnolo Enrique Iglesias, pubblicato il 3 maggio 2018.
Il singolo ha visto la collaborazione del rapper statunitense Pitbull.

## Video musicale
Il video musicale è stato pubblicato il 9 maggio 2018 sul canale Vevo-YouTube del cantante.